# Zwingen
Zwingen est une commune suisse du canton de Bâle-Campagne, située dans le district de Laufon.

Vue aérienne de 300 m par Walter Mittelholzer (1922)

## Histoire
La famille de Ramstein possède Zwingen jusqu'en 1459.

## Monuments et curiosités
- Le château de Zwingen[4] est bordé de trois côtés par la Birse. Un pont de bois relie les défenses avancées à la forteresse principale et son donjon du XIVe siècle, et au corps de logis du 16e-XVIIe siècle construit autour[5].

## Transports
- Ligne ferroviaire CFF Delémont-Bâle, à 19 km de Bâle et à 19 km de Delémont.

## Curiosités
- Château, bordé des trois côtés par la Birse.